# Бештау
Бешта́у — изолированная пятиглавая гора-лакколит, высочайшая из 17 останцовых магматических гор Пятигорья на Кавказских Минеральных Водах. Высота 1400 м. Памятник природы. Дала название окружающей местности (Пятигорье) и городу Пятигорску.
Расположена в центральной части Пятигорья. Диаметр подножья около 8 км.
Гора является краевым комплексным (ландшафтным) памятником природы.

## Этимология
Название горы переводится с ногайского как пять гор, от беш — пять и тау — гора.
До появления в пределах Черкесии ногайцев, верховья Малки и Кубани с притоками, а также район Кавказских Минеральных Вод и вообще весь юг, юго-восток и юго-запад от Бештау до самого Кавказского хребта занимали пятигорские черкесы. Придя в соприкосновение с черкесами, тюрки узнали название самой высокой и красивой горы Пятигорья, перевели древнее, легкопереводимое название Iуащхьитху (Iуащхьэ - холм/гора и тху - пять, то есть пять гор) на свой язык и стали называть гору сперва Бишдаг, а позже Бештау.

## Геологическое строение
Относительно пологая (7—8°) нижняя часть горы сложена морскими палеогеновыми глинами, реже мергелями и алевролитами и рассечена радиальной системой глубоких балок. Начиная с высоты 820 м верхняя часть представляет собой интенсивно расчленённый скальный массив бештаунитов площадью около 3 км², с отдельными блоками известняков, песчаников и глинистых сланцев мелового возраста. Она состоит из главной вершины — Бештау — высотой 1400 м и радиально расходящихся от неё четырёх основных отрогов с вершинами (всего семь отрогов; в скобках — широкоупотребимые неофициальные названия):
- Малый Бештау (1254 м)
- Козьи Скалы (1167 м)
- Два Брата (Лисий Нос) (1124 м)
- Лохматая (Лохматый Курган, Зелёный Мыс) (1080 м)[12][13]

Подножия скал и расселины усеяны обширными каменными осыпями. В седловине между Бештау и Малым Бештау сохранился остаток покрова пёстрых пизолитовых туфов — следов неогеновой вулканической деятельности.

## Полезные ископаемые

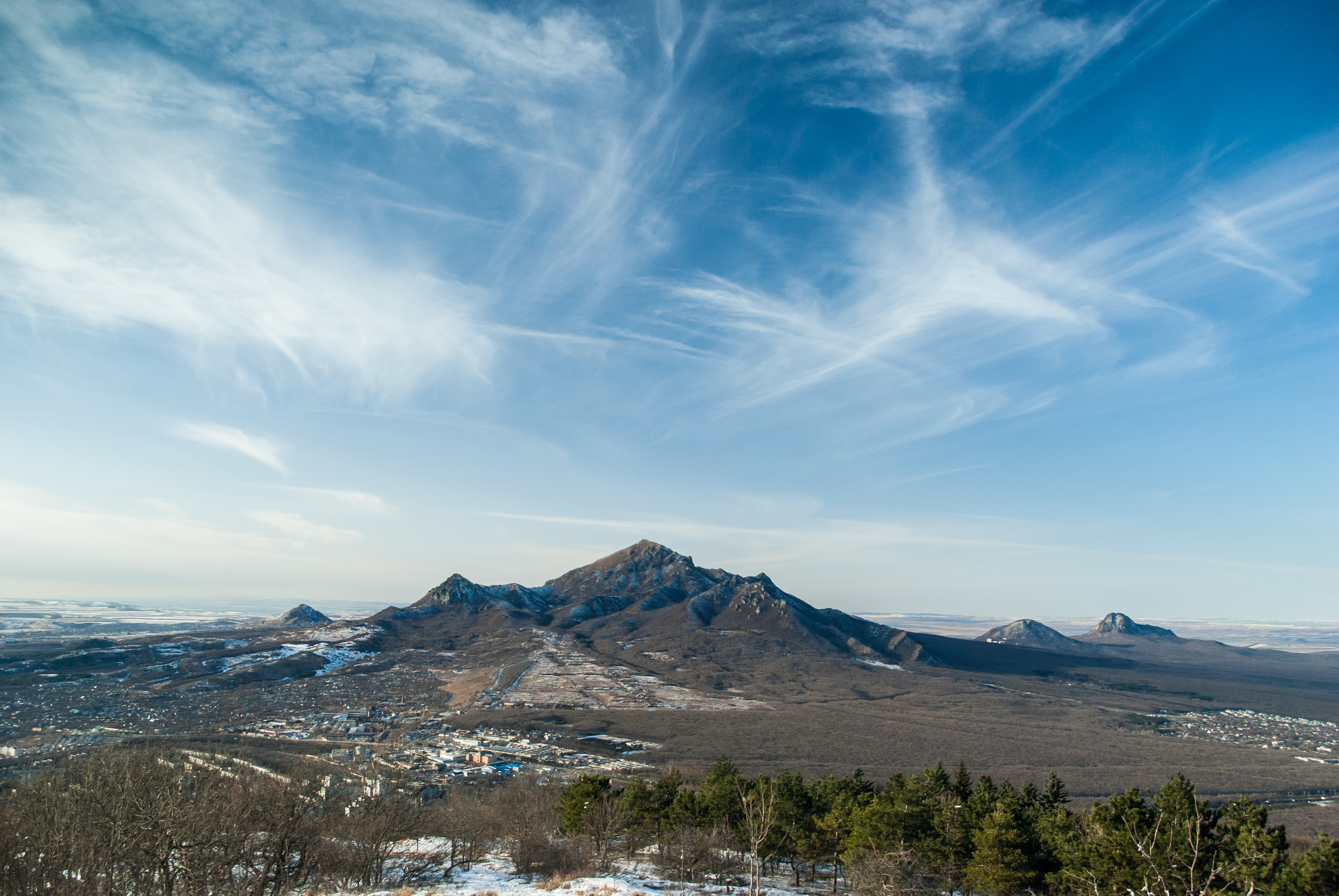
Вид на Бештау с горы Машук

С интрузией бештаунитов связано Лермонтовское месторождение урановых руд, разработку которого вело уранодобывающее предприятие Рудоуправление № 10 в городе Лермонтове. В составе руд преобладают оксиды и водные фосфаты (слюдки) урана. Реже встречается урансодержащий титаново-редкоземельный минерал давидит и найденный только на Бештау водный фосфат урана, церия и кальция — лермонтовит. Сопутствующие минералы: кварц, халцедон, кальцит, флюорит, датолит, пирит, лимонит.
Главное природное богатство горы — минеральные воды — образуют два месторождения и эксплуатационный участок. На юго-западном склоне горы, в верхнеюрско-нижнемеловых слоях формируется Бештаугорское месторождение, содержащие два типа вод: горячие (65—75 °С) углекислые гидрокарбонатно-сульфатные с повышенным содержанием кремния и сероводорода, близкие к железноводским, и слабоуглекислые сульфатно-гидрокарбонатные кальциево-натриевые, с общим дебитом около 450 м³ в сутки.
В трещиноватых известняках верхнего мела на восточном склоне Бештау разведано Иноземцевское месторождение углекислых сульфатно-гидрокарбонатных натриевых вод железноводского типа с разведанными запасами 360 м³ в сутки.
В верхней части горы, в трещиноватых бештаунитах добываются холодные сульфатно-гидрокарбонатные кальциевые радоновые воды, входящие в Бештаугорский эксплуатационный участок, с запасами около 300 м³ в сутки.
Скальный массив вершинного конуса, центральная часть Бештау сложены из крепких кристаллических пород. Воды формируются в верхней зоне основного конуса, по содержанию солей относятся к слабоминерализованным, но на участках, где преобладает гранит, они обогащены радоном, так как радия, при распаде которого образуется радон, обычно в гранитах больше, чем в остальных породах. Там, где путь воды по гранитному массиву достаточно длительный, а породы сильно разрушены, концентрация радона в воде может достигать 100 единиц Махе. (Единица Махе = 3,64×10−10 кюри на литр.) Пятигорская радоновая лечебница работает на водах с концентрацией 50 единиц Махе (в лечебных водах, применяемых для ванн, радона должно быть не ниже 14 единиц Махе, при условии, что они не требуют подогрева, в процессе которого часть радона утрачивается).
Некоторые источники благоустроены. Минеральные воды Бештау входят в ресурсный потенциал городов-курортов Ессентуки и Железноводск (см. Минеральные воды Железноводска). Радоновые воды по минералопроводу подаются в лечебницы Пятигорска.

## Растительный и животный мир

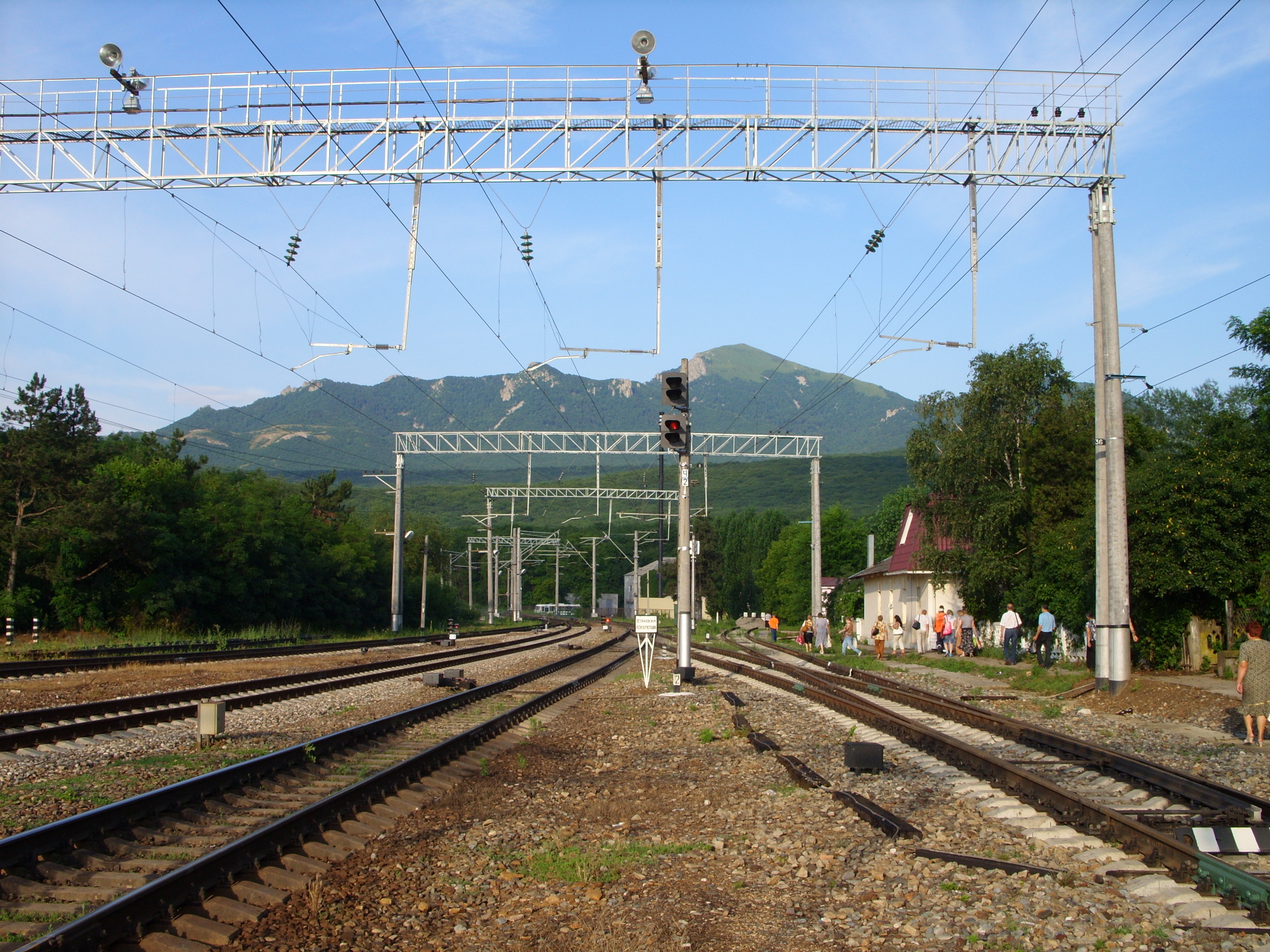
Вид на гору Бештау со станции Бештау

На Бештау сохраняется реликтовый островной биогеоценоз с высотной поясностью. До высоты 1100 м склоны покрыты буково-дубово-ясенево-грабовым лесом, составляющим основную часть Бештаугорского лесного массива, состоящего из более чем 60 пород деревьев и кустарников. Находящееся в нём насаждение бука восточного занимает 177 га. В субальпийской зоне широколиственный лес сменяется криволесьем с холодостойкими берёзой бородавчатой и рябиной кавказской. Выше расположена зона остепнённых субальпийских лугов, образующих на главной вершине поляну площадью 461 га. На ней встречаются представители типичной субальпийской луговой флоры — первоцвет прелестный, мытник Вильгельма, рододендрон жёлтый.
Среди эндемиков горы известен мак прицветниковый, отличающийся очень большими цветами. Лес богат грибами, преимущественно пластинчатыми (особенно шампиньонами, лисичками, волнушками, груздями, зонтами). Фауна горы также отличается разнообразием: кабаны, хищные птицы, фазаны, зайцы, лисы.

## История
Гора Бештау (у Русских: Пятигорье; Греков: Пентаполис) есть древняя родина Пятигорских Черкес, нынешних Кабардинцев.
В 1818 году генерал Ермолов переселил из районов Минеральных вод и Пятигорья 18 кабардинских аулов. Аул узденей Кошевых имел жительство на реке Золе и Куре ниже станицы Государственной, ныне переселен на правую сторону Малки, выше в двух верстах Солдатской станицы.
Во второй половине 19 века, в р-не Владикавказской ж/д, близ станций Эльхотовой и Прохладной Г. Антоновичем и близ Пятигорска и Кисловодска Дмитрием Самоквасовым были раскопаны языческие могилы Кабардинцев или Касогов: они представляют собой курганы, под которыми находят гробы досчатые или долбленые с одним покойником в каждом; при покойниках, даже при детях мужского пола, встречается много оружия. Вообще, по находимым в этих курганах вещам видно, что они принадлежат воинственному населению, вроде тех народов, с которыми русские встретились на Кавказе в позднейшие века. Монеты, найденные в этих курганах, относятся к XIV и следующим векам".
В 1902 году на вершину Бештау проложена туристическая тропа длиной 3,72 версты на деньги, выделенные дирекцией УКМВ.

## В нартском эпосе
На склоне пятиглавой Ӏуащхьэтху, с южной стороны, есть большая поляна. С целой Кабарды собирались сюда нарты, чтобы принять участие в скачках, джигитовке и в разных состязаниях в силе и ловкости: бегании взапуски, бросании камней, сбивании всадника с седла толчком руки, стрельбе из лука в цель. В этих играх всегда отличался знаменитый нарт Сосруко.

## Успенский Второ-Афонский Бештаугорский мужской монастырь

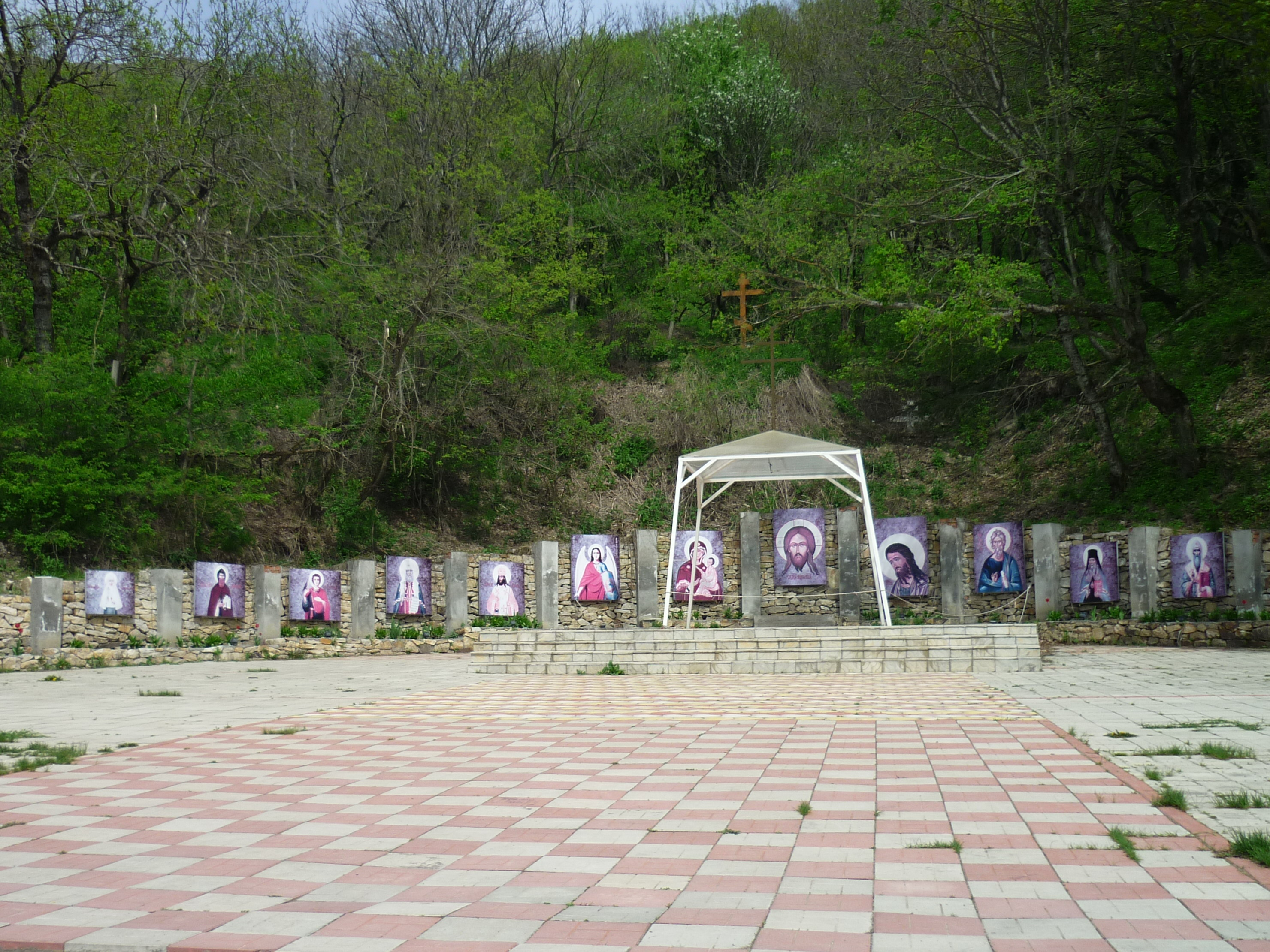
На территории монастыря

Второ-Афонский на Кавказе Успенский мужской монастырь (Бештаугорский) был основан монахами-подвижниками под Пятигорском, на юго-западном склоне горы Бештау. При Советской власти начались гонения верующих, и в 1927 году монастырь был закрыт. Восстановлен 28 августа 2001 года.

## Природопользование

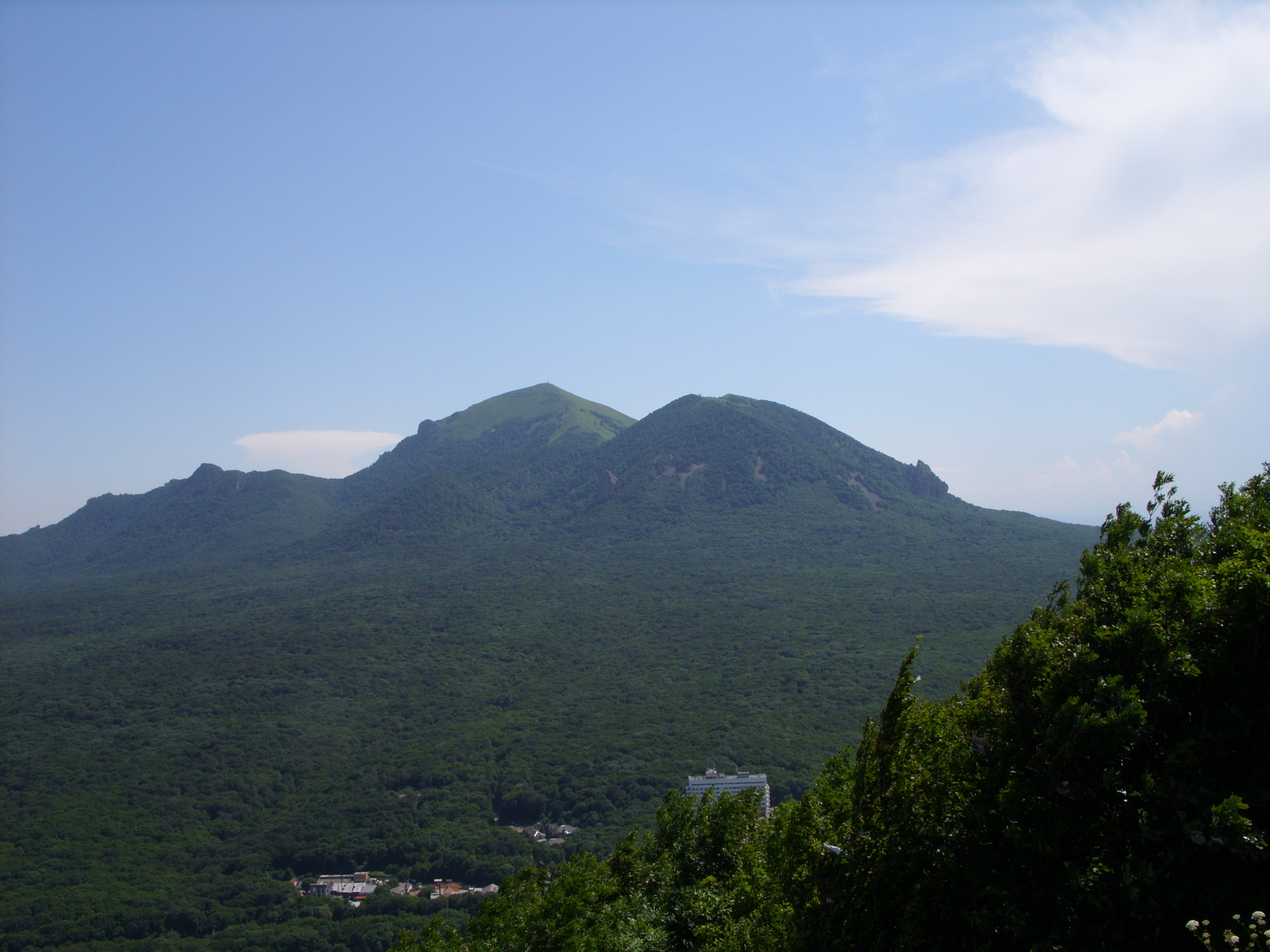
Вид на Бештау с горы Железной

Во второй половине XX века на горе Бештау велась разработка урановых месторождений. С 1950 по 1975 год функционировал Лермонтовский рудник № 1. За 25 лет было пройдено свыше сорока́ штолен. Территория Бештау административно относится к городу Лермонтов (основан в связи с урановыми разработками), а заброшенный шахтёрский посёлок (Посёлок № 1) в районе съезда с кольцевой к Пятигорску является восточной частью Лермонтова. Даже телефонные номера относились к лермонтовской АТС (четырехзначной, ныне не существующей), несмотря на географическую близость к Пятигорску. Общая протяжённость штолен составляет 203 километра. После окончания работ большинство входов были забетонированы.

### Радиостанция
Во второй половине 1990-х годов на главной вершине была построена радиопередающая станция. При строительстве всё необходимое доставлялось вертолётом, курсировавшим от подножия Бештау (со стороны города Лермонтова, в районе озера Подлесное) к вершине.

### Дороги
Добраться до любой из вершин можно только пешком, однако вокруг всей горы в 1927 году была построена кольцевая дорога с ответвлениями к Пятигорску, Железноводску, Лермонтову и посёлку Иноземцево. О постройке дороги рассказывается в памятной надписи, высеченной на камне на полпути между съездами к Пятигорску и Иноземцево. Дорога грунтовая, после восстановления монастыря участок от него до съезда к Пятигорску был заасфальтирован. Вдоль дороги на скалах в 2002 году были высечены цитаты из Библии и трудов отцов церкви, а также насельниками монастыря одно изображение креста. На одном из отрогов со стороны посёлка Иноземцево установлен высокий металлический поклонный крест.
Железнодорожная станция: Бештау.